# コーリー・ラスムス
コーリー・テイラー・ラスムス（Cory Taylor Rasmus, 1987年11月6日 - ）は、アメリカ合衆国・ジョージア州マスコギー郡コロンバス出身の元プロ野球選手（投手）。右投右打。
兄のコルビーもプロ野球選手（外野手）である。
メディアによっては、ラスマスと表記される事もある。

## 経歴

### ブレーブス時代

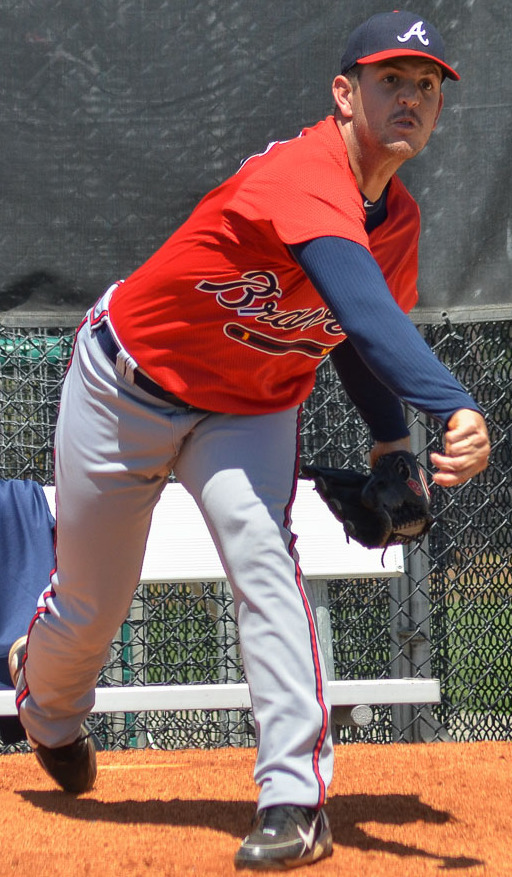
アトランタ・ブレーブス時代
(2013年3月27日)

2006年のMLBドラフト1巡目追補（全体38位）でアトランタ・ブレーブスから指名され、6月8日に契約。ルーキー級ガルフ・コーストリーグ・ブレーブスで3試合に登板し、防御率8.59・3奪三振の成績を残した。
2007年は右肩の手術を行い、シーズンを全休した。
2008年6月にルーキー級ガルフ・コーストリーグで復帰。4試合に登板し、防御率0.00・9奪三振の成績を残した。
2009年はアパラチアンリーグのルーキー級ダンビル・ブレーブスで13試合に登板し、4勝2敗1セーブ・防御率3.48・57奪三振の成績を残した。
2010年はA級ローム・ブレーブスで20試合に登板し、6勝6敗1セーブ・防御率3.14・72奪三振の成績を残した。7月にA+級マートルビーチ・ペリカンズへ昇格。8試合に登板し、0勝3敗・防御率3.27・30奪三振の成績を残した。
2011年はルーキー級ガルフ・コーストリーグ、A+級リンチバーグ・ヒルキャッツでプレー。A+級リンチバーグでは7試合に登板し、1勝5敗・防御率7.09・40奪三振の成績を残した。
2012年AA級ミシシッピ・ブレーブスで50試合に登板し、3勝5敗7セーブ・防御率3.68・62奪三振の成績を残した。オフの11月20日にブレーブスとメジャー契約を結んで40人枠入りした。
2013年はAAA級グウィネット・ブレーブスで開幕を迎え、5月18日にメジャーへ昇格。5月22日のミネソタ・ツインズ戦でメジャーデビュー。7点リードの8回1死から登板し、1.2回を投げ2安打（2本塁打）2失点1四球3奪三振だった。2試合目の登板となった5月27日のトロント・ブルージェイズ戦では、5点ビハインドの7回から登板したが、2回を投げ3安打（1本塁打）3失点と結果を残せず、29日にAAA級グウィネットへ降格。6月18日にメジャーへ再昇格したが、同日のニューヨーク・メッツ戦でまたも本塁打を打たれ、翌19日にAAA級グウィネットへ降格した。ブレーブスでは3試合に登板し、0勝0敗・防御率8.10・6奪三振の成績を残した。

### エンゼルス時代
2013年7月29日にスコット・ダウンズとのトレードで、ロサンゼルス・エンゼルス・オブ・アナハイムへ移籍。同日にAAA級ソルトレイク・ビーズへ異動した。AAA級ソルトレイクでは9試合に登板し、1勝1敗3セーブ・防御率2.79・8奪三振の成績を残した。8月23日にメジャーへ昇格。16試合に登板し、1勝1敗・防御率4.20・14奪三振の成績を残した。
2014年3月29日にAAA級ソルトレイクへ異動し、そのまま開幕を迎えたが、5月5日にメジャーへ再昇格し、自己最多の30試合に登板して3勝2敗・防御率2.57・57奪三振と好成績を残した。
2015年は16試合の登板に留まったが、三振をたくさん奪って11.8という高い奪三振率をマークした。一方で、防御率が5.00台（5.23）に逆戻りしてしまい、壁に突き当たった。
2016年は19試合（先発1試合）に登板して0勝2敗・防御率5.84・17奪三振の成績を残した。オフの11月7日にDFAとなり、16日にマイナー降格を拒否してFAとなった。

### レイズ傘下時代
2017年2月1日にタンパベイ・レイズとマイナー契約を結び、スプリングトレーニングに招待選手として参加することになった。

## 詳細情報

### 年度別投手成績
| 年 度    | 球 団    | 登 板 | 先 発 | 完 投 | 完 封 | 無 四 球 | 勝 利 | 敗 戦 | セ 丨 ブ | ホ 丨 ル ド | 勝 率 | 打 者 | 投 球 回 | 被 安 打 | 被 本 塁 打 | 与 四 球 | 敬 遠 | 与 死 球 | 奪 三 振 | 暴 投 | ボ 丨 ク | 失 点 | 自 責 点 | 防 御 率 | W H I P |
| -------- | -------- | ----- | ----- | ----- | ----- | -------- | ----- | ----- | -------- | ----------- | ----- | ----- | -------- | -------- | ----------- | -------- | ----- | -------- | -------- | ----- | -------- | ----- | -------- | -------- | ------- |
| 2013     | ATL      | 3     | 0     | 0     | 0     | 0        | 0     | 0     | 0        | 0           | ----  | 31    | 6.2      | 8        | 4           | 3        | 0     | 0        | 6        | 0     | 0        | 6     | 6        | 8.10     | 1.65    |
| 2013     | LAA      | 16    | 0     | 0     | 0     | 0        | 1     | 1     | 0        | 2           | .500  | 72    | 15.0     | 16       | 2           | 10       | 2     | 0        | 14       | 0     | 1        | 9     | 7        | 4.20     | 1.73    |
| '13計    | LAA      | 19    | 0     | 0     | 0     | 0        | 1     | 1     | 0        | 2           | .500  | 103   | 21.2     | 24       | 6           | 13       | 2     | 0        | 20       | 0     | 1        | 15    | 13       | 5.40     | 1.71    |
| 2014     | LAA      | 30    | 6     | 0     | 0     | 0        | 3     | 2     | 0        | 0           | .600  | 225   | 56.0     | 42       | 5           | 17       | 1     | 0        | 57       | 0     | 0        | 17    | 16       | 2.57     | 1.05    |
| 2015     | LAA      | 16    | 1     | 0     | 0     | 0        | 0     | 0     | 0        | 2           | ----  | 88    | 20.2     | 15       | 3           | 11       | 2     | 1        | 27       | 0     | 0        | 12    | 12       | 5.23     | 1.26    |
| 2016     | LAA      | 19    | 1     | 0     | 0     | 0        | 0     | 2     | 0        | 0           | .000  | 114   | 24.2     | 25       | 4           | 16       | 1     | 1        | 17       | 2     | 2        | 16    | 16       | 5.84     | 1.66    |
| MLB：4年 | MLB：4年 | 84    | 8     | 0     | 0     | 0        | 4     | 5     | 0        | 4           | .444  | 530   | 123.0    | 106      | 18          | 57       | 6     | 2        | 121      | 2     | 3        | 60    | 57       | 4.17     | 1.33    |

### 年度別守備成績
| 年 度 | 球 団 | 投手（P） | 投手（P） | 投手（P） | 投手（P） | 投手（P） | 投手（P） |
| 年 度 | 球 団 | 試 合     | 刺 殺     | 補 殺     | 失 策     | 併 殺     | 守 備 率  |
| ----- | ----- | --------- | --------- | --------- | --------- | --------- | --------- |
| 2013  | ATL   | 3         | 0         | 0         | 0         | 0         | ----      |
| 2013  | LAA   | 16        | 0         | 1         | 0         | 0         | 1.000     |
| '13計 | LAA   | 19        | 0         | 1         | 0         | 0         | 1.000     |
| 2014  | LAA   | 30        | 3         | 8         | 1         | 1         | .917      |
| 2015  | LAA   | 16        | 1         | 0         | 0         | 0         | 1.000     |
| 2016  | LAA   | 19        | 0         | 2         | 0         | 0         | 1.000     |
| MLB   | MLB   | 84        | 4         | 11        | 1         | 1         | .938      |

### 背番号
- 57 （2013年 - 同年途中）
- 46 （2013年途中 - 2016年）